# La Crèche
La Crèche és un municipi francès situat al departament de Deux-Sèvres i a la regió de la Nova Aquitània. L'any 2007 tenia 5.374 habitants.

## Demografia

### Població
El 2007 la població de fet de La Crèche era de 5.374 persones. Hi havia 2.121 famílies de les quals 443 eren unipersonals (152 homes vivint sols i 291 dones vivint soles), 765 parelles sense fills, 760 parelles amb fills i 153 famílies monoparentals amb fills.
La població ha evolucionat segons el següent gràfic:
Habitants censats

### Habitatges
El 2007 hi havia 2.253 habitatges, 2.153 eren l'habitatge principal de la família, 18 eren segones residències i 83 estaven desocupats. 2.172 eren cases i 77 eren apartaments. Dels 2.153 habitatges principals, 1.609 estaven ocupats pels seus propietaris, 510 estaven llogats i ocupats pels llogaters i 33 estaven cedits a títol gratuït; 7 tenien una cambra, 61 en tenien dues, 221 en tenien tres, 605 en tenien quatre i 1.259 en tenien cinc o més. 1.732 habitatges disposaven pel capbaix d'una plaça de pàrquing. A 809 habitatges hi havia un automòbil i a 1.211 n'hi havia dos o més.

### Piràmide de població
La piràmide de població per edats i sexe el 2009 era:
| Homes | Edats   | Dones |
| ----- | ------- | ----- |
| 4     | 95 o +  | 8     |
| 0     | 90 a 94 | 24    |
| 32    | 85 a 89 | 48    |
| 8     | 80 a 84 | 24    |
| 76    | 75 a 79 | 76    |
| 128   | 70 a 74 | 132   |
| 108   | 65 a 69 | 108   |
| 80    | 60 a 64 | 96    |
| 124   | 55 a 59 | 104   |
| 188   | 50 a 54 | 172   |
| 184   | 45 a 49 | 200   |
| 184   | 40 a 44 | 196   |
| 200   | 35 a 39 | 176   |
| 180   | 30 a 34 | 228   |
| 128   | 25 a 29 | 132   |
| 84    | 20 a 24 | 64    |
| 128   | 15 a 19 | 144   |
| 148   | 10 a 14 | 228   |
| 172   | 5 a 9   | 124   |
| 104   | 0 a 4   | 156   |

## Economia
El 2007 la població en edat de treballar era de 3.534 persones, 2.677 eren actives i 857 eren inactives. De les 2.677 persones actives 2.500 estaven ocupades (1.273 homes i 1.227 dones) i 177 estaven aturades (76 homes i 101 dones). De les 857 persones inactives 359 estaven jubilades, 309 estaven estudiant i 189 estaven classificades com a «altres inactius».

### Ingressos
El 2009 a La Crèche hi havia 2.221 unitats fiscals que integraven 5.555,5 persones, la mediana anual d'ingressos fiscals per persona era de 20.035 €.

### Activitats econòmiques
Dels 241 establiments que hi havia el 2007, 7 eren d'empreses alimentàries, 4 d'empreses de fabricació de material elèctric, 1 d'una empresa de fabricació d'elements pel transport, 13 d'empreses de fabricació d'altres productes industrials, 30 d'empreses de construcció, 49 d'empreses de comerç i reparació d'automòbils, 25 d'empreses de transport, 12 d'empreses d'hostatgeria i restauració, 3 d'empreses d'informació i comunicació, 12 d'empreses financeres, 7 d'empreses immobiliàries, 30 d'empreses de serveis, 33 d'entitats de l'administració pública i 15 d'empreses classificades com a «altres activitats de serveis».
Dels 66 establiments de servei als particulars que hi havia el 2009, 1 era una oficina d'administració d'Hisenda pública, 1 oficina de correu, 3 oficines bancàries, 10 tallers de reparació d'automòbils i de material agrícola, 4 autoescoles, 5 paletes, 6 guixaires pintors, 9 fusteries, 3 lampisteries, 6 electricistes, 5 perruqueries, 2 veterinaris, 1 agència de treball temporal, 3 restaurants, 5 agències immobiliàries i 2 salons de bellesa.
Dels 15 establiments comercials que hi havia el 2009, 3 eren supermercats, 4 fleques, 2 carnisseries, 1 una botiga de congelats, 1 una llibreria, 1 una botiga d'equipament de la llar, 1 una botiga de material esportiu i 2 floristeries.
L'any 2000 a La Crèche hi havia 44 explotacions agrícoles que ocupaven un total de 2.200 hectàrees.

## Equipaments sanitaris i escolars
El 2009 hi havia 2 farmàcies i 1 ambulància.
El 2009 hi havia 1 escola maternal i 3 escoles elementals. La Crèche disposava d'un col·legi d'educació secundària amb 549 alumnes.

## Poblacions més properes
El següent diagrama mostra les poblacions més properes.